# Gestalt (Manga)
Gestalt (jap. 超獣伝説ゲシュタルト, Chōjū Densetsu Geshutaruto, dt. „Superbestien-Geschichte Gestalt“) ist ein Manga der japanischen Zeichnerin Yun Kōga aus den Jahren 1995 bis 2001.

## Handlung
Pater Olivier reist gegen den Willen seines Meisters Messiah zur Insel Gestalt, auf der das Monster Gestalt (kurz nur G genannt), ein verbrannter Gott, leben soll. Olivier bekommt auf seiner Reise die Sklavin Ouri geschenkt, da er den Bewohnern einer Stadt hilft. Doch hält er nichts von Sklaverei und will auf seiner gefährlichen Reise keine Begleitung. Doch als er von der Elfe Suzu angegriffen wird, die ihm von Messiah hinterhergeschickt wurde, rettet ihn Ouri, sodass er sie nun als Reisegefährtin akzeptiert.
Doch bald wird Olivier vom Bruder Ouris entführt, da dieser ihn für ein Ritual braucht. Nach dessen erfolgreicher Durchführung bedankt dieser sich durch ein Säckchen Gold, sodass sich Olivier und Ouri mit neuen Waffen eindecken können. Doch tritt nach dem Ritual auch immer mehr die dunkle Seite des Priesters zu Tage. Zugleich wird Suzu von Gesandten im Auftrag Sōshis angegriffen.

## Veröffentlichung
Der Manga erschien von Januar 1995 bis Februar 2001 im Manga-Magazin Monthly GFantasy des Verlags Enix. Die Kapitel wurden auch zusammengefasst in acht Sammelbänden (Tankōbon) veröffentlicht.
Eine englische Fassung des Mangas erschien bei Viz Media. Auf Deutsch veröffentlichte Egmont Manga und Anime von Mai 2006 bis Februar 2008 alle acht Bände. Die Übersetzung stammt von Burkhard Höfler.

## Anime
Bis 1997 wurde unter der Regie von Osamu Yamazaki eine OVA produziert, die aus zwei Teilen zu je 29 Minuten besteht. Der künstlerische Leiter war Tadashi Kudo und die Musik komponierte Toshiyuki Omori. Das Abspannlied ist Get up, Right now von Yuzuru Oka. Die OVA wurde im Januar und Februar 1997 in Japan von SME Visual Works veröffentlicht.
Es existiert eine englische Fassung, die in Amerika und Großbritannien erschien.

### Synchronisation
| Rolle   | japanischer Sprecher (Seiyū) |
| ------- | ---------------------------- |
| Shazan  | Hikaru Midorikawa            |
| Ōri     | Kae Araki                    |
| Carmine | Kazue Ikura                  |
| Suzu    | Mariko Kōda                  |
| Messiah | Masami Kikuchi               |

## Roman
Der Manga wurde zudem als Light Novel adaptiert, der von Chizuru Yoshikawa geschrieben und von Yun Kōga illustriert wurde. Der Roman erschien in zwei Bänden als Chōjū Densetsu  Gestalt: Rakuin no Junkyōsha (超獣伝説ゲシュタルト 烙印の殉教者, dt. „~: Brandmal-Märtyrer“) im März und August 1999 bei Enix.

## Rezeption
Laut Kuno Liesegang von Splashcomics ist der Manga überladen mit komischen Einlagen und Fantasy-Klischees. Das Verhältnis von Spannung und Komik sei nicht ausgewogen. Die Handlung sei zu unentschlossen und die Zeichnungen auch wenig überzeugend, nur einzelne Charaktere seien gelungen. Einzig für Fans von Rollenspielen sei der Manga interessant, da er im Verlauf der Handlung diesen ähnlicher werde und viele ausgefallene Figuren biete.
Die amerikanische Zeitschrift Animerica sieht in der OVA Gestalt Anleihen aus vielen anderen Produktionen wie Record of Lodoss War oder Final Fantasy, doch werde hier eine zeichnerisch wie erzählerisch deutlich schlechtere Variante geboten. Die Handlung sei durchgehend verwirrend, die Kämpfe erinnerten stark an Spiele wie Prince of Persia.